# Primera fila (Thalía)
A Primera fila (spanyol, fordítása: „Az első sorban”) vagy Thalía en Primera fila  Thalía mexikói énekesnő tizenhatodik nagylemeze és első koncertalbuma, amely 2009. december 1-jén jelent meg a Sony Music Latin kiadó gondozásában az Egyesült Államokban és Latin-Amerikában, 2010 márciusban pedig Spanyolországban és Görögországban. Felvételének helyszíne 2009. július 29–30-án a Miami Egyetem BankUnited Center sportrendezvény-központja volt Coral Gablesben. A producer és zenei vezető a mexikói Áureo Baqueiro, akivel Thalía már dolgozott az En éxtasis című albuma készítésekor. Az album a Primera fila című „unplugged”-kiadványsorozat második része, a mexikói Vicente Fernández 2008-ban megjelent művét követően. Első kislemeze az Equivocada című rockballada, amelyet az énekesnő 2009. október 7-én – kislányának második születésnapján – adott ki hivatalosan. A lemezen hallhatóak vadonatúj dalok, feldolgozások, két duett, valamint az énekesnő négy legnagyobb saját slágeréből egy összeállítás. A kiadványhoz tartozik ezen kívül két bónuszdal is, amelyek a lemez eredeti kiadására nem kerültek fel, hanem digitális formátumban voltak megvásárolhatóak az interneten.
A Primera fila hivatalos megjelenésének napján már a legkeresettebb latinpop-album volt a mexikói és az amerikai iTunes online zeneáruházban; két nap elteltével Mexikóban aranylemez, három hét múlva platinalemez lett. Az album Thalía nagy visszatérését jelentette a slágerlisták élére, ami a 2008-as Lunada című lemezénél elmaradt. Az album nagy sikerére való tekintettel a Sony Music Latin 2010. szeptember 28-án megjelentetett egy különkiadást Primera fila …un año después (’Az első sorban …egy évvel később’) címmel, melyen szerepel a fent említett két bónuszdal, valamint két remix, DVD-mellékletén pedig egy kiadatlan dokumentumfilm Las muchas vidas de Thalía (’Thalía sok élete’) címmel.
Az énekesnő a Primera filát karrierje „mesterműveként” jellemezte, amely az életéről szól.
| (spanyolul) «Son cosas que viví, son situaciones biográficas. Este disco es como un "master piece", mi obra maestra, sin demeritar mis otros materiales que en su momento con mi conciencia fueron espectaculares…» | (magyarul)„Dolgok, melyeket átéltem, élethelyzetek. Ez a lemez olyan, mint egy »master piece«, a mesterművem, a többi anyagom leminősítése nélkül, amelyek a maguk pillanatában az akkori felfogásommal szintén remekül sikerültek…” |
| – Thalía | |

## Formátumok
A kiadvány CD-, DVD-, CD+DVD- (kombinált), blu-ray- (2010. október 5-étől), valamint digitális letöltésű változatokban került kereskedelmi forgalomba. A DVD-változat „extra”-sávja tizenegy perces riportfilmet, valamint fotógalériát tartalmaz diavetítés formájában. Az eredeti kiadással egyidőben a Wal-Mart forgalomba hozott ezeken kívül egy speciális EP-változatot is, 6 dalt tartalmazó CD-vel és 4 videót tartalmazó DVD-vel.
2010. szeptember 28-án jelent meg Primera fila …un año después címmel az album évfordulós különkiadása, mely 10 dalt, DVD-melléklete pedig az eredeti kiadványon szereplő dokumentumfilm teljes (háromnegyed órás) változatát tartalmazza.
Mindkét fenti különkiadáson megtalálható az eredetin nem szereplő (de digitális letöltés formájában megvásárolható) két bónuszdal. A részleteket lásd a Dallista cím alatti szakaszban.

## APrimera filaprojekt
Az akusztikus koncert- és kiadványsorozatot a Sony Music Entertainment kiadó USA-beli Latin divíziója kiadó indította 2008-ban a mexikói Vicente Fernández rancheraénekessel. A spanyol „Primera fila” elnevezés, melynek jelentése ’első sor’, abból az ötletből származik, mely szerint a közönség az „első sorból”, azaz szemtől szemben élvezheti kedvenc művésze előadását. A koncepció a latin zene legnagyobb művészeinek élő fellépéseit hivatott kiemelni, s tenni ezt egy válogatott és bensőséges közönség előtt.
Thalía élőben veszi fel új albumát, s rajongóit az első sorba ülteti – innen a „Primera fila” cím –, hogy legújabb álmát megoszthassa velük. Tehetségét felfedve, teszi ezt smink és speciális hatások nélkül, hogy a lehető legtisztább művészi kifejezésben mutassa magát. Csaknem 30 éves karrierjének fejlődése visszaviszi őt az alapokhoz: egy művész, a zenéje, egy színpad, és nyers érzékenység.

## Albumtörténet és leírás
A 2009. július 20-ai héten több internetes híroldalon közzétették, hogy az énekesnő szerződést írt alá a Sony Music Entertainment kiadóval, amelynek keretében koncertalbumot készít. Ennek felvétele előtt egy héttel, július 22-én a művésznő is megerősítette a hírt hivatalos fórumán a rajongói számára közzétett üzenettel, amelyben azt is elárulta, hogy ezzel élete egyik legnagyobb álma vált valóra, amit mindig is szeretett volna megcsinálni, csak eddig nem talált hozzá támogatókat:
Kezdetét veszi az egyik legnagyobb projekt, amit valaha is csináltam. Minden egyes részleten teljes hónapokig dolgoztunk, minden dalt aprólékossággal és elszántsággal választottunk ki, a zenészeket pályafutásuk, tehetségük alapján kértük fel, így megtaláltuk azokat a dallamokat, melyek lelkeket kötnek össze. Megvannak az én embereim, a megfelelő pillanatban, s minden kedvem adott ahhoz, hogy közöljem ezt a lelkesedést, amely bennem van. Mindig is szerettem volna készíteni egy élő lemezt, de akkoriban soha nem voltak támogatóim. Most megvan az a csapatom, aki beleszeretett ebbe a CD/DVD-be, mely velem remeg. Nektek pedig, köszönöm a várakozást!
Thalía elhatározása a róla kialakult sztereotípiákkal és negatív előítéletekkel (miszerint csak egy „megcsinált sztár”) való szakítás volt vokális képességeinek bizonyítására, s így a koncerten sokkal természetesebb, egyszerűbb külsővel mutatkozott, hogy a figyelem ne csak a megjelenésére, hanem mindinkább a zenére és a hangjára terelődjön.
Ez a produkció lehetőséget teremt nekem arra, hogy egy másik szemszögből mutatkozzak, és megpróbáljam kissé levetni annak a sokféle képnek a súlyát, amelyet a karrierem hosszú évei alatt építettem fel saját magamról. Most felvettem a farmert, a pólót, a hajamat összefogtam egy copfba és nagyon kevés sminket használtam, hogy a hangomra és a zenére összpontosíthassak. Tartalmas dalokat szerettem volna közölni, előadni, melyeknek súlya van, melyek visszhangoznak a hallgatók lelkében. E folyamat, hogy élettel teli dalokat találjunk, csaknem egy évig tartott, s még egy darabig, hogy olyan zenét faragjunk belőlük, amilyet szerettünk volna. Elköteleztem magam, hogy fizikailag, szellemileg és vokálisan is felkészülök, hogy megérinthessem az emberek szívét. Bár a hangom mindig megvolt, szintén ott volt a szórakoztatás, a látványosság, a divat és a megjelenés. A művész sokszor a külső dolgok viharába burkolózik, és megfeledkezik a legfontosabbról, ami egy énekes gerincét képezi, mégpedig a hangjáról. Így most újra megtaláltam magamat mint előadó.
Az album hat feldolgozást (Qué será de ti, El próximo viernes, Estoy enamorado, Brindis, Cuando te beso és Mujeres), hat vadonatúj dalt (Cosiéndome el corazón, Enséñame a vivir, Cómo, Equivocada, Con la duda és Ya lo sabía), valamint egy egyveleget tartalmaz Thalía négy legnagyobb slágeréből (Entre el mar y una estrella, Piel morena, No me enseñaste, Amor a la mexicana). Műfajára nézve a lemezen természetszerűleg a balladák dominálnak, de hallható rajta néhány pörgősebb, latin popdal is, mint például az Enséñame a vivir és a Ya lo sabía. A dalok szerzői mind elismert latin-amerikai zenészek, többek között Leonel García (a volt mexikói Sin Bandera duó tagja), Mario Domm a mexikói Camila együttesből, a veterán dominikai énekes-zenész, Juan Luis Guerra, illetve a guatemalai Ricardo Arjona.
A koncerten Thalíának két különleges vendége is volt: az Estoy enamorado című dalban egy Puerto Ricó-i ifjú felfedezett, Pedro Capó, a Con la duda című dalban pedig a hazájában igen népszerű, Joan Sebastian művésznéven ismert mexikói énekes működik közre, aki a dalt kifejezetten erre az alkalomra írta az énekesnőnek.
Thalía ezt az albumot az életéről szóló mesterműnek tekinti, és elmondása szerint ezzel érkezett el beteljesülés pillanata, melyben elfogadta magát olyannak, amilyen a valóságban, az örökös megfelelés kényszere nélkül.
Olyan dolgokról szól, melyeket átéltem. A mesterművem, anélkül, hogy leminősíteném a többi anyagomat, amelyek a maguk pillanatában szintén remekül sikerültek, viszont ez az album egy olyan pillanatban fog meg, amikor már igazán megállapodtam, s elfogadtam magam annak, amilyen vagyok: a hátrányaimmal, előnyeimmel, sebezhető pontjaimmal, bosszúságaimmal, boldogságommal és búskomorságommal… most ez a személyiség jól esik nekem. Azelőtt nem így volt, azelőtt próbáltam megfelelni annak a társadalmi sablonnak, amit mindenki akart tőlem. Most boldog vagyok azzal, aki vagyok, s ez vagyok én. Amikor önmagad vagy, felvirágzik az összes tapasztalatod. Nekem mintegy tíz életem volt egyben, így sok mindenről kell énekelnem, sok mindenre kell emlékeznem és megosztanom.
Az album bemutatkozó kislemeze az Equivocada (’Tévedésben’), egy szenvedélyes rockballada, melynek érdekessége, hogy eredetileg nem Thalía, hanem a szintén mexikói Yuridia nevű énekesnő adta volna ki, azonban a stúdiófelvétellel nem volt megelégedve, így hét évvel később a kiadó elkérte a dalt Thalíának.

### Dallista

#### Eredeti kiadás (CD, DVD, CD+DVD, digitális letöltés)
| #                     | Cím                                                                                    | Magyarul                                                                               | Szerző                                                                     | Hossz |
| --------------------- | -------------------------------------------------------------------------------------- | -------------------------------------------------------------------------------------- | -------------------------------------------------------------------------- | ----- |
| 1.                    | Cosiéndome el corazón                                                                  | „Foltozom be a szívemet”                                                               | Raúl Ornelas                                                               | 4:21  |
| 2.                    | Enséñame a vivir                                                                       | „Taníts meg élni”                                                                      | Reyli Barba                                                                | 4:22  |
| 3.                    | Qué será de ti (Como vai você)                                                         | „Mi lehet veled?”                                                                      | Antonio Marcos, Mario Marcos                                               | 4:37  |
| 4.                    | Cómo                                                                                   | „Hogyan”                                                                               | Leonel García, Thalía Sodi                                                 | 4:18  |
| 5.                    | El próximo viernes                                                                     | „A következő pénteken”                                                                 | Espinoza Paz                                                               | 4:09  |
| 6.                    | Medley (Entre el mar y una estrella; Piel morena; No me enseñaste; Amor a la mexicana) | Medley (Entre el mar y una estrella; Piel morena; No me enseñaste; Amor a la mexicana) | Marco Flores; Kike Santander; Estéfano Salgado, Julio Reyes; Mario Pupparo | 7:48  |
| 7.                    | Estoy enamorado (Dueto con Pedro Capó)                                                 | „Szerelmes vagyok”                                                                     | Donato Poveda, Estéfano Salgado                                            | 4:37  |
| 8.                    | Equivocada                                                                             | „Tévedésben”                                                                           | Mario Domm, María Bernal                                                   | 4:04  |
| 9.                    | Brindis                                                                                | „Áldomás”                                                                              | Afo Verde                                                                  | 4:34  |
| 10.                   | Con la duda (Dueto con Joan Sebastian)                                                 | „Kétséggel”                                                                            | Joan Sebastian                                                             | 3:16  |
| 11.                   | Cuando te beso                                                                         | „Amikor megcsókollak”                                                                  | Juan Luis Guerra                                                           | 3:52  |
| 12.                   | Ya lo sabía                                                                            | „Már tudtam”                                                                           | Leonel García, Thalía Sodi                                                 | 3:08  |
| 13.                   | Mujeres                                                                                | „Nők”                                                                                  | Ricardo Arjona                                                             | 3:29  |
| Digitális bónuszdalok |                                                                                        |                                                                                        |                                                                            |       |
| 14.                   | Ay, amor                                                                               | „Jaj, szerelem”                                                                        | José Ramón García Flórez                                                   | 3:54  |
| 15.                   | Pienso en ti                                                                           | „Gondolok rád”                                                                         | Áureo Baqueiro, Xavier de la Mora Asali                                    | 4:15  |

| CD 1. Qué será de ti (Como vai você) 2. Equivocada 3. Medley (Entre el mar y una estrella; Piel morena; No me enseñaste; Amor a la mexicana) 4. Con la duda (Dueto con Joan Sebastian) 5. Estoy enamorado (Dueto con Pedro Capó) 6. Ay, amor DVD 1. Qué será de ti (Como vai você) 2. Equivocada 3. Con la duda (Dueto con Joan Sebastian) 4. Ay, amor | CD 1. Estoy enamorado (Dueto con Pedro Capó) 2. Brindis 3. Cómo 4. Equivocada 5. Qué será de ti (Como vai você) 6. Con la duda 7. Ay, amor 8. Pienso en ti 9. Enséñame a vivir (dance remix) 10. Equivocada (versión bachata) DVD Las muchas vidas de Thalía (dokumentumfilm, 45’) |

### Kiadói jellemzés
Bensőséges. Mágikus. Valóságos. Feledhetetlen. Ez csak néhány szó azok közül, melyekkel a mexikói szupersztár, Thalía július 30-án, csütörtökön, Coral Gablesben a Miami Egyetem BankUnited Centerben nyújtott élő koncertjét lehetne leírni.
A Sony Music Latin és a Primera fila bemutatták a második koncertet abból a sorozatból, amely tavaly indult a legendás mexikói énekessel, Vicente Fernándezszel. A koncepció a latin zene legnagyobb művészeinek élő fellépéseit hivatott kiemelni, s tenni ezt egy válogatott és bensőséges közönség előtt. Tegnap mintegy 350 meghívott élvezhette Thalía látványosságának felvételét a Primera fila számára.
25 millió eladott albummal a háta mögött, telenovelláival ikonná válva világszerte, Thalíának nem kellett már semmit bizonyítania, azonban vágyott egy új szakmai kihívásra. Thalía, avantgárdista feleség és anya, lélekből fel akarta fedni, hogy milyen is ő valójában, a zenéjén keresztül, egy bensőséges helyszínen, rajongói jelenlétében. A Primera fila volt erre a tökéletes színtér. Ő kizárólag a zenére akart fókuszálni, semmi többre.
12 zenész kíséretében, Thalía 16 dalt adott elő élőben Latin-Amerika legbefolyásosabb zeneszerzőitől, köztük olyanokat mint a Cuando te beso Juan Luis Guerrától és a Qué será de ti Roberto Carlostól. Énekelt ezen kívül új számokat is, például az Equivocada, amelyet a Sony újonnan felfedezett tehetsége, Mario Domm, a díjnyertes Camila pop-rock-együttes énekese írt. A Primera fila est egyik fénypontja kétségtelenül a legendás mexikói énekessel, Joan Sebastiannal készült duett volt. Az előadása nemcsak váratlan volt, hanem ragyogóan is hajtotta végre.
Thalía Primera fila részére készített koncertje valami olyan, amilyet még soha nem csinált pályafutása során: személyes, közeli és erős érzelmi kitárulkozása a nőnek és a művésznek egyaránt. Erőteljes előadásokkal, rajongói közreműködéssel és egy olyan meghívással, melyben részesei lehetünk az egyik leghitelesebb latin szupersztár legújabb munkájának, e hamarosan kiadásra kerülő projekt nélkülözhetetlen lesz a zene bármely rajongója számára.
Az est folyamán Thalía nagy őszinteséggel énekelt, ahogyan valaki, aki megérett zeneileg és tisztán fejlődött az egyénisége is. Ennél még fontosabb, hogy a zene iránti szenvedélyét egy olyan légkörben fedte fel, amely valamennyi rajongó számára lehetővé tette, hogy élvezze a nagy lelkesedését.

## Zenészek és közreműködők
| - Vezető producer: Tommy Mottola - Sony Music-projektvezető és producer: Paul Forat - Zenei vezető és producer: Áureo Baqueiro - Videórendező és -producer: Nahuel Lerena - Zenei rendező: Cheche Alara - Fúvóselrendezés: Ed Calle - Hangmérnökök: Eduardo Mackinlay, Brent Dannen - Felvétel, keverés és maszterizálás: Gustavo Borner - Poszt-produkciós és keverőstúdió: Igloo Music, Burbank, Kalifornia - Utómunkálatok / Pro Tools: Justin Moskevich, Nick Baxter | - Harmonika, rhodes és zongora: Cheche Alara - Akusztikus és elektromos gitárok: Ramón Stagnaro, Michael Thompson - Basszusgitár, nagybőgő: Reggie Hamilton - Dobfelszerelés: Nate Morton - Elektromos orgona, szintetizátor: Matt Rohde - Háttérvokálok: Carlos Murguía, Leyla Hoyle, Ileana Vogel - Harsona: Dana Teboe - Szaxofon és fuvola: Ed Calle - Trombita: Jim Hacker - Ütőhangszerek (kongák, doboz, triangulum stb.): Luis Conte |

## Idézetek az albumról
Thalía a dalokat egy-egy rövid idézettel jellemezte, ezek az alábbiak.

COSIÉNDOME EL CORAZÓN
Musicalmente la mejor canción que he interpretado.
„Zeneileg a legjobb dal, melyet valaha előadtam.”
ENSÉÑAME A VIVIR
Oda a Dios y a las bendiciones de la vida, del amor y del destino.
„Óda Istenhez és az élet, a szeretet és a végzet áldásaihoz.”
QUÉ SERÁ DE TI (Como vai você)
¡La que me partió en pedazos, física, mental y emocionalmente! ¡Es imprescindible!
„Mely engem darabokra szedett, testileg, lelkileg és érzelmileg egyaránt! Nélkülözhetetlen!”
CÓMO
Mi recordatorio de saber que aún casi muerta tuve la fortaleza de buscar a gatas esa luz que me levantó y me trajo de vuelta.
„Az emlékeztetőm, hogy még majdnem holtan is volt kitartásom négykézláb megkeresni azt a fényt, mely felemelt és visszahozott.”
EL PRÓXIMO VIERNES
Rogar por un amor difícil nunca fue con tanta clase.
„Könyörgés egy nehéz szerelemért sosem volt még ilyen szép.”
MEDLEY (Entre el mar y una estrella, Piel morena…)
Homenaje a mis F.A.N.S. (Ya sabemos lo que significa).
„Tiszteletadás a »F.A.N.S.« [rajongóim] részére. (Már tudjuk, mit jelent.)” (A „F.A.N.S.” magyarázatát lásd lentebb a jobb oldali idézetben.)
ESTOY ENAMORADO
Atmósfera de hadas y libélulas campaneando las cancioncitas amorosas al oído. Pedro, enorme!
„Tündérekkel és szitakötőkkel teli légkör, melyek a szerelmes dalocskákat a fülbe csengetik. Pedro, óriási!”
EQUIVOCADA
El despertar, el evaluar, el soltar y dejar ir…
„A felébredés, az értékelés, az eloldás és elengedés…”

BRINDIS
La historia clara de mi vida
„Életem világos története”
CON LA DUDA
¡Mi día de graduación! ¡Gracias mi gran amigo!
„Az avatásom napja! Köszönöm, nagyszerű barátom!”
CUANDO TE BESO
Mi alma desnuda, vibrátil y apasionada… nada más.
„A mezítelen, reszkető és szenvedélyes lelkem… semmi több.”
YA LO SABÍA
La clara e innegable voz de la intuición.
„A tiszta és tagadhatatlan hangja a megérzésnek.”
MUJERES
¡Porque lo que nos pidan podemos! ¡Quién nos dice que no!
„Mert mindenre, amit tőlünk kérnek, képesek vagyunk! Ki mondja, hogy nem!”

– Thalía, Primera fila

## Kritikák

### Jason Birchmeier,AllMusic
A Primera Fila Thalía teljes két évtizedet felölelő pályafutásának az első élő albuma, egyszóval valóságos reveláció, egy „unplugged” akusztikus album, nagyobbrészt új anyag, bízvást mondhatjuk, hogy a mostanáig kiadott nagylemezei közül a legjobbak közé tartozik, és mindenképpen a legizgalmasabb. Az, hogy az album ilyen erős, maga is meglepetés, ugyanis Thalía énekesnőként nem számított a különösen nagy tehetségek közé, a karrierje pedig megtorpanni látszott az utóbbi években. Nem kérdés, hogy ma Thalía inkább hírességként ismert, mint énekesnőként. Lélegzetelállítóan szép nő, a People en Español „50 legszebb személy” listájának állandó helyezettje, a neve alatt jelent meg ruhamárka, kiegészítők, kozmetikai cikkek és a segítségirodalomhoz sorolható könyvek. Egy tinikből álló popformáció, a Timbiriche tagjaként lett híres, a szupersztárságig pedig a telenovellák repítették. Miután szólókarrierjét már jócskán megalapozta, férjhez ment a Sony Music ügyvezető igazgatójához, Tommy Mottolához, aki nem mellesleg Mariah Carey volt férje. Így aztán nem csoda, ha a zenéjét gyakran háttérbe szorítja celebritás volta, holott olyan slágergyárosok működtek közre a számaiban, mint Emilio Estefan, Jr. és Estéfano, aki utóbbi – talán nem egészen megérdemelten – igyekszik is besöpörni az elismerés nagyobb részét, Thalía sikerét meglovagolva. Énekesnői megítélésének határozottan nem segítettek a 2000-es évek botlásnak minősíthető albumai, az Estéfano producersége alatt megjelent El sexto sentido (2005) és az Estefan-féle Lunada (2008) – egyik sem volt igazi siker a piacon. Ezek az albumok sem voltak kimondottan rosszak, inkább csak ingadozó minőségűek, agyonmanipuláltak és – ami a Lunadát illeti – rosszul reklámozottak. Mindenesetre nem feleltek meg az elvárásoknak, Thalía hosszú kapcsolata az EMI-jal ekkoriban romlott meg. Hamarosan váltott a Sony Musichoz, és a Primera Filával jöttek ki mindjárt elsőre, ami kapásból rossz ötletnek tűnt: Thalía unplugged?! Jobban sikerült, mint vártuk volna.
Miamiban vették fel kicsi, meghívottakból álló közönség előtt a BankUnited Centerben két estén, 2009. július 29-én és 30-án. A művésznő 13 számot énekelt fel, többnyire újakat, illetve egy egyveleget a korábbi legnagyobb sikerekből, valamint néhány feldolgozást. Thalíát az album az új dalok néhányánál társszerzőként tünteti fel (Cómo; Ya lo sabía) Leonel García énekes-dalszerző mellett (Sin Bandera), a többi „bértollnokok” munkája, nevezetesen Reyli Barbáé (Enséñame a vivir), Espinoza Pazé (El próximo viernes), Mario Dommé (Equivocada) és Joan Sebastiané (Con la duda), az utóbbi duettet is énekel a művésznővel. Az album közepe táján helyet foglaló egyveleg kellemetes emlékeztető Thalía mexikói dance-pop primadonna múltjából, a klasszikus erejű Amor a la mexicana különösen jó, remekül kiderül belőle, mekkora a különbség a korábban őt jellemző stílus és a Primera Fila között. A feldolgozások közt kimagasló minőség a Ricardo Arjona-féle Mujeres pazar verziója, csattanósan zárja az albumot. Összegzésül elmondhatjuk, hogy a Primera Fila Thalía legemlékezetesebb albuma per pillanat, nem csak zeneileg, hanem mert kiviláglik belőle az előadóművészi tehetség, az, hogy Thalía képes a stúdió falain kívül is jót alkotni. Ha valami, hát ez el fogja hallgattatni az elégedetlenkedőket, és Thalíát újra a latin pop legfényesebb csillagai közé emeli.

### Russel Rúa,Primera Hora,Puerto Rico
Két évtizedes szólóénekesi pályafutása alatt sokan kérdezték, hogy a mexikói Thalía vajon tényleg rendelkezik-e vokális tehetséggel, vagy csak az 1990-es évtizedbeli sikeres telenovelláiból csinált termék. A válasz végül megérkezett. A Primera Hora, több médiával együtt, lehetőséget kapott arra, hogy előzetesben megnézze az azték díva új munkájának DVD-jét, a Primera filát, amelyet élőben vett fel, és december elsején kerül piacra. Az eredmény: lenyűgöző. A művésznő úgy kibontakoztatta a hangját, mint még soha, őszinteséggel és erővel, távol maradva a koreográfiáktól, csillogástól és sminktől.

### David Dorantes,La Voz deHouston, USA
Bizonyos, hogy a Primera fila nagyon jól elkészített lemez, amelyen Thalía próbálja bizonyítani, hogy nagyszerű énekes. Viszont akusztikus munkaként alul marad, összehasonlítva például a másik mexikói popikon, Julieta Venegaséval. A hangszerelés nem túl érdekes, és megmarad az átlagos popzene szintjén.

### Michael Quaid,En el show,Mexikó
Nem hatott meg egyáltalán az a Thalía-speciális, ahol könnyekkel küszködve vágyott arra, hogy a világ megtudja, messze attól a glamourtól, mely az utóbbi években jellemző volt rá, ő egy olyan művész, aki valóban énekel. Szintén nem hatott meg, hogy felvett egy szerény blúzt és nadrágot, hogy világossá tegye, már nem az a pazarló és fényűző énekesnő, aki ezer táncossal kijött a színpadra, hogy leplezze valamely vokális hiányosságát, amiről szintén tisztáznom kell, soha nem volt neki. Mivel egy dolog világos a számomra, Thalíának mindig is megvolt az az erénye, hogy nagyszerű hanggal rendelkezik, ami jól bebizonyosodott az olyan dalokkal mint a Pienso en ti és a No me enseñaste, mindkettő csodálatra méltó a hangjával. Így nem láttam értelmét, hogy azokban a „rongyokban” énekeljen, mert ő, María Mercedesből vagy Dolce & Gabbanából, istenien énekel, s most tüzetesen vizsgálgatva a Primera filát dalról dalra, egyáltalán nem okozott csalódást a számomra.

## Eladási adatok
A Billboard 2009. december 10-én frissített listái szerint – az összesített eladásokat nézve – az album első helyen debütált a Top Latin Albums és Latin Pop Albums listákon. Röviddel a listák közzététele után azonban a Billboard.com helyesbített, ugyanis a teljes album és az exkluzív Wal-Mart-EP-változat eladásait különválasztották. Az így korrigált lenti adatok a teljes album formátumra vonatkoznak. Mindazonáltal, a Billboard magazin az először nyilvánosságra hozott listákat tartalmazza, melyeken az album az első helyen szerepel; ezt az adatot vette át számos más hírforrás és az AllMusic is.
| Lista megnevezése                | Csúcs | Minősítés                |
| -------------------------------- | ----- | ------------------------ |
| Mexikó – iTunes Latin Pop        | 1     |                          |
| Mexikó – nemzeti Top 100         | 1     | gyémánt + tripla platina |
| USA – iTunes Latin Pop           | 1     |                          |
| USA – Billboard Latin Pop Albums | 2 (1) |                          |
| USA – Billboard Top Latin Albums | 4 (1) |                          |
| Argentína – nemzeti heti top 20  | 2     | aranylemez               |

Paul Forat, a Sony Music Latin projektmenedzsere és egyben a lemez egyik producere szerint az album 2010-ben csaknem félmillió példányban kelt el világszerte (ebből Mexikóban több mint 390 000 példányban), s ezzel Thalía jelenleg a legsikeresebb előadó a kiadó történetében. A Sony Music México 2010. október 15-én bejelentette, hogy az album eladásai elérték Mexikóban a legmagasabb minősítést, a gyémántlemezt (Disco de Diamante).

## Külső hivatkozások
- Zene.hu: „Szakítani akarok a sztereotípiákkal” – Thalía sorsfordító lemezéről vallott
- (spanyolul) Univision.com: «Quiero romper mis estereotipos» – Thalía habló de su CD "Primera fila" Archiválva 2009. augusztus 7-i dátummal a Wayback Machine-ben
- (spanyolul) El Universal: El regreso de Thalía será en acústico Archiválva 2009. augusztus 25-i dátummal a Wayback Machine-ben
- (spanyolul) El Universal: Thalía canta con Joan Sebastian Archiválva 2009. szeptember 4-i dátummal a Wayback Machine-ben
- (spanyolul) Quién: Thalía desnuda su alma
- (spanyolul) Quién: Thalía estrena disco
- (spanyolul) El Sol de México: Thalía no es una artista de plástico Archiválva 2015. június 17-i dátummal a Wayback Machine-ben
- (angolul) Primera fila az AllMusicon
- (spanyolul és angolul) Primera fila a Myspace-en
- Primera fila az Amazon.comon: CD, DVD, MP3 album
- (spanyolul) Sony Make.Believe – interaktív promóciós oldal Archiválva 2009. november 29-i dátummal a Wayback Machine-ben

#### Hivatalosan közzétett videók
- Equivocada. YouTube
- Medley (Entre el mar y una estrella / Piel morena / No me enseñaste / Amor a la mexicana). YouTube
- Qué será de ti (klipváltozat). YouTube
- Con la duda (klipváltozat, HD 1080p). YouTube
- Thalía átveszi a gyémántlemezt. YouTube